# Lourdes Van-Dúnem
Maria de Lourdes Pereira dos Santos Van-Dúnem (29 tháng 4 năm 1935 — 4 tháng 1 năm 2006) là ca sĩ người Angola. Bà thường được gọi với tên Lourdes Van-Dúnem, bà sinh ra ở Luanda và trở thành ngôi sao trong thập niên 1960 với nhóm Ngola Ritmos. Bà đã thu âm album đầu tiên của mình, Monami với nhóm. Bà đã lưu diễn vài lần ở Bồ Đào Nha, Algérie và Brazil, cùng với các màn trình diễn ở Angola. Sau album đầu tiên, phần lớn sự nghiệp của bà đã dành cho nhóm Jovens do Prenda.
Bà đã nhận được một số giải thưởng và danh dự, trong đó đáng chú ý là "Người quyền lực nhất của âm nhạc Angolan" trong lễ hội "Sun City" ở Nam Phi vào năm 1997 và bằng tốt nghiệp của Đài phát thanh quốc gia Angola, chương trình cuối năm "Giọng nữ hay nhất của nhạc Angolan" trong năm 1997.
Bà qua đời năm 2006 vì sốt thương hàn và được con gái sống sót. Tổng thống Angola Jose Eduardo dos Santos cũng đã tham dự đám tang của bà.

## Thời thơ ấu
Lourdes Van-Dúnem sinh ra ở Luanda, Angola ngày 29 tháng 4 năm 1935. Bà học tiểu học tại Liên đoàn Quốc gia Châu Phi (Ligga Nacional Victana), trường cấp hai tại Colégio de Dona Castro and Silva. Sau này, bà học tại D. João II và bậc học cao nhất của bà là trường trung học. Bà bắt đầu làm ca sĩ trong thời gian đi học. Bà đã làm việc như một phát thanh viên trong Voz de Angola nơi bà được cho là đã học nói ở Kimbundu, mặc dù bà đã hát trong nhiều năm. Bà từng là ca sĩ hát tại các câu lạc bộ trong buổi đầu sự và là một trong số ít ca sĩ nữ được đón nhận ở nước này trong những năm 60, khi lĩnh vực âm nhạc ở Angola bị chi phối bởi những nam ca sĩ.
Cô là một ca sĩ trong các câu lạc bộ trong sự nghiệp đầu tiên của cô và là một trong số ít ca sĩ nữ được công nhận ở nước này trong những năm 60, khi lĩnh vực âm nhạc ở Angola bị chi phối bởi nam ca sĩ.